# يان هال (لاعب كرة قدم أسترالية)
يان هال (بالإنجليزية: Ian Hull)‏ هو لاعب كرة قدم أسترالية أسترالي، ولد في 20 يونيو 1916 في Benalla ‏ في أستراليا، وتوفي في 1 يوليو 1985.

## وصلات خارجية
- يان هال على موقع AustralianFootball.com (الإنجليزية)
- يان هال على موقع AFLtables.com (الإنجليزية)